# Kaia Kanepi
Kaia Kanepi (Haapsalu, Észtország, 1985. június 10. –) észt teniszezőnő, junior Grand Slam-tornagyőztes, egykori junior világelső, olimpikon.
2000-ben kezdte profi pályafutását. Eddigi karrierje során négy WTA-tornát nyert, míg párosban még nem sikerült tornán diadalmaskodnia, emellett egyéniben 21, párosban két ITF-tornán végzett az első helyen. Legjobb világranglista-helyezését egyéniben 2012. augusztus 20-án érte el, amikor 15. volt, párosban a 106. helyen állt 2011. június 6-án.
A Grand Slam-tornákon juniorként 2001-ben megnyerte a Roland Garros junior lányok versenyét, és abban az évben junior világelső volt. A felnőttek között egyéniben a legjobb eredménye a negyeddöntő, amelyig mind a négy Grand Slam-tornán eljutott: 2008-ban és 2012-ben a Roland Garroson, 2010-ben és 2013-ban Wimbledonban, a US Openen 2010-ben és 2017-ben, valamint a 2022-es Australian Openen.
Ő volt az első észt teniszező, aki WTA-tornát tudott nyerni, aki bejutott bármelyik Grand Slam-torna negyeddöntőjébe, és aki bejutott a top 20-ba.
Észtország képviseletében vett részt a 2004. évi athéni, valamint a 2008. évi pekingi olimpia női egyes és páros versenyén. 2000–2015 között 41 alkalommal szerepelt Észtország Fed-kupa-válogatottjában.
2008-ban hazájában megkapta a legjobb női sportolónak járó díjat.

## Pályafutása
Apja neve Jaak, édesanyjáé Anne. Két nővére van, Karin és Kadri. Nyolcévesen kezdett el komolyabban foglalkozni a tenisszel. Junior korában világelső volt, s 2001-ben egyéniben megnyerte a Roland Garrost is.

### Korai évek
Kanepi profi pályafutását egy tornagyőzelemmel kezdte, ugyanis 2000-ben megnyerte a tallinni ITF-tornát.
2001-ben Bécsben játszott először WTA-tornát, ám az év többi részében csak ITF versenyeken vett részt.
2002-ben már váltott, és inkább a WTA Touron kezdett el játszani, mivel bekerült a legjobb kétszáz játékos közé a világranglistán. Két Grand Slam-tornán is selejtezőt játszott, de nem sikerült felkerülnie a főtáblára. Legnagyobb sikereit ebben az évben Portóban és Helsinkiben érte el, ahol a második körig jutott el.
Egy évvel később megint csak ITF-tornákon vett részt, mivel visszaesett a ranglistán. Ez alól kivétel a palermói torna és a US Open, ahol mindkétszer a selejtezőben esett ki.
2004-ben is megpróbálkozott a Grand Slameken, de a főtáblára sem az Australian Openen, sem a Roland Garroson nem sikerült feljutnia. Emellett még két WTA-tornán is részt vett, de ott is a selejtező jelentette a végállomást. Részt vett az athéni olimpián, ahol a koreai Cho Yoon-jeongtól kapott ki az első fordulóban.

### 2005
2005-ben Kanepi augusztusban indult először WTA-versenyen, amikor is selejtezőt játszott a US Openen, ám a második körben alulmaradt az akkor 80 hellyel előrébb lévő Emmanuelle Gagliarditól.
Kolkatában is elindult, ahol egészen az elődöntőig jutott el. Ez volt élete első elődöntője a WTA Touron. A fináléba azonban nem sikerült bejutnia, ugyanis vereséget szenvedett az első kiemelt és későbbi bajnok Anasztaszija Miszkina ellen.
Év végén a hasselti tornán a selejtezőből feljutva szerepelt a főtáblán, ám az első fordulóban kikapott a 3. kiemelt, későbbi döntős Francesca Schiavonétól 6–3, 6–4-re.
Ennek az évnek a végén, december 9-én először került be a legjobb százba (98.) a világranglistán. Ennek ellenére a szezont hivatalosan a 120. helyen zárta.

### 2006
Az évet ismét selejtezőkkel kezdte (köztük az Australian Openen is), amit egy főtáblás szereplés követett Pattajában.
Először vett részt Tier I-es kategóriájú versenyen, Indian Wellsben, ám nem volt hosszú életű ez a próbálkozás, az első körben kikapott Meghann Shaughnessy-től 7–6(4), 6–1-re.
Prágában már jobb formában volt, egészen az elődöntőig jutott el, úgy, hogy az első kiemelt Marion Bartolit és a 6. helyen rangsorolt Maria Elena Camerint is megverte, mielőtt kikapott a 3. kiemelt Sahar Peértől, a későbbi bajnoktól.
Ezek után alanyi jogon vehetett részt az első Grand Slam-tornáján, a  Roland Garroson. Az első kört sikeresen vette, ám a másodikban kikapott a 26. helyen rangsorolt Anabel Medina Garriguestől 6–3, 4–6, 6–0-ra. Wimbledonban is főtáblás volt, de ott az első fordulóban esett ki Martina Müller ellen. Ezután kisebb tornákon játszott, de sosem jutott tovább a második körnél.
A US Openen óriási meglepetést nyújtott, miután a 3. körig jutott. Az első fordulóban Stéphanie Foretzet verte meg 3–6, 7–5, 6–1-re, majd kiejtette a francia színekben játszó Youlia Fedossovát is, mielőtt kikapott Virginie Razzanótól 7–5, 6–2-es arányban.
Hasseltben életében először bejutott egy WTA-torna döntőjébe, de az 1. Kim Clijsterstől vereséget szenvedett. A torna folyamán a főtáblán csak nála előrébb rangsorolt játékosokat vert meg, köztük a legnagyobb eredmény Francesca Schiavone legyőzése volt a negyeddöntőben.
Ez volt Kanepi első szezonja, amelyet a százon belül zárt, méghozzá a 64. helyen.

### 2007
A 2007-es évet Kanepi Aucklandben kezdte, ahol az első körben kikapott Virginie Razzanótól. Pár héttel később az Australian Openen az első fordulóban legyőzte a 28. kiemelt Flavia Pennettát 7–5, 7–6(3)-ra, de a második körben a nálánál 64 hellyel alacsonyabban rangsorolt Alicia Moliktól kikapott 1–6, 6–3, 6–2-re.
Acapulcóban legyőzte Conchita Martínez Granadost 6–2, 6–2-re, majd a második körben kiesett Sara Erranival szemben. Indian Wellsben szintén a második kör jelentette a búcsút Kanepi számára, ezúttal a 14. kiemelt, későbbi győztes Daniela Hantuchovától kapott ki 6–2, 2–6, 6–1-es arányban. A másik kemény pályás amerikai tornán, Miamiban a harmadik körig jutott el, miután a második fordulóban legyőzte a 11. helyen rangsorolt Patty Schnydert is 6–1, 6–4-re.
Rómában a 6. kiemelt Gyinara Szafinától kapott ki a második körben. A Roland Garroson sem volt sikeres, ugyanis az első körben vereséget szenvedett a 15. kiemelt Sahar Peértől 6–1, 6–3-ra. Barcelonában 4. kiemeltként indult el a versenyen, és egészen a negyeddöntőig jutott el, ahol a későbbi döntős Gallovits Edinától kapott ki 6–4, 7–5-re. 's-Hertogenboschban már nem volt ilyen jó szereplése, az első fordulóban kényszerült búcsúzni, miután kikapott Meilen Tutól három szettben.
A wimbledoni teniszbajnokságon az első fordulóban legyőzte Tatjana Maleket 6–1, 6–4-re, majd ismét kikapott Sahar Peértől, ezúttal 6–4, 7–5-re. A nyári salakos szezonját Palermóban kezdte, ahol 7. kiemelt volt, de az első körben kikapott Sorana Cîrsteától. Bad Gasteinben is elindult, ezúttal 4. kiemeltként. Az első körben legyőzte Ioana Raluca Olarut 6–2, 4–6, 7–5-re, a második fordulóban Klára Zakopalovát búcsúztatta két szettben. A negyeddöntőben Renata Voráčovát múlta felül 6–4, 3–6, 6–0-ra, de az elődöntőt már nem tudta megnyerni az első kiemelt Francesca Schiavone ellen.
New Havenben a selejtezőben szenvedett vereséget, pedig második kiemelt volt a kvalifikációs sorsolásban. A US Openen az első körben kapott ki a 26. kiemelt Szánija Mirzától 6–2, 6–7(5), 6–1-re. Az évet Zürichben zárta, ahol a selejtezőben Karin Knapptól kapott ki.

### 2008
Az évet Aucklandben kezdte, viszont kikapott a 2. kiemelt Marija Kirilenkótól három szettben. Sydneyben a selejtezőn keresztül jutott fel a főtáblára, ahol megverte Dominika Cibulkovát 3–6, 6–1, 7–6(6)-ra és Sofia Arvidssont 3–6, 6–3, 6–3-ra, mielőtt a negyeddöntőben kikapott a világelső, egyben 1. kiemelt és későbbi győztes Justine Henintől 6–2, 6–0-ra. Az év első Grand Slamjén  az első fordulóban kapott ki a hazai pályán játszó Alicia Moliktól 7–6(4), 7–5-re.
Hetedik kiemeltként indult Vina del Marban, és egészen a negyeddöntőig jutott el, de az első kiemelt és későbbi győztes Flavia Pennettától kapott ki 6–3, 6–3-ra. Két héttel később, Acapulcóban szintén Pennettától kapott ki, ezúttal 6–4, 6–2-re az elődöntőben. Indian Wellsben is Pennetta jelentette számára a végállomást, most a második körben.
Miamiban nagyobb sikert ért el, ugyanis megverte Petra Kvitovát 3–6, 7–5, 7–5-re, és Aljona Bondarenkót, a 21. kiemeltet is búcsúztatta a második körben. A harmadik fordulóban a 11. Patty Schnyder ellen játszott egy 6–0, 6–1-es meccset, de a negyedik kanyarban Serena Williams, a későbbi győztes búcsúztatta őt. Berlinben is elindult, és a selejtezőkben sikeresen megvívott meccsei után a főtáblán is helyet kapott. Az első fordulóban legyőzte Karin Knappot 6–0, 6–1-re, de a következő fordulóban kikapott a 13. helyen rangsorolt és későbbi bajnok Gyinara Szafinától 6–4, 6–3-ra. Rómában már top 50-es játékosként lépett pályára, de az első körben kikapott Roberta Vincitől.
A Roland Garroson megverte Jüan Menget 6–2, 6–2-re az első fordulóban. A másodikban óriási meglepetésre legyőzte a 6. kiemelt Anna Csakvetadzét 6–4, 7–6(2)-re, majd a harmadik körben a 29. helyen rangsorolt Anabel Medina Garriguest is búcsúztatta a versenytől. A negyedik fordulóban 6–3, 3–6, 6–1-es arányban kiejtette Petra Kvitovát is, így először élete során bejutott egy Grand Slam-torna negyeddöntőjébe (egyben ő volt az első észt teniszező is, akinek ez sikerült), ahol a 4. kiemelt Szvetlana Kuznyecova vetett véget a menetelésnek.
A sikeres Grand Slam után részt vett Eastbourne-ben, de az első körben kikapott Virginie Razzanótól 6–3, 6–4-es arányban. wWimbledonban viszont nem volt sikeres sorsolása, ugyanis rögtön az első körben a 6. kiemelt Serena Williamsszel kellett játszania, akitől 7–5, 6–3-ra ki is kapott.
Több mint egy hónapos kihagyás után, csak az Olimpián kezdett el újra játszani. A 14. kiemnelt Flavia Pennettát verte meg az első körben, majd a másodikban Virginie Razzanót is búcsúztatta, de a harmadik körben a későbbi 4. helyezett Li Nától kapott ki 4–6, 6–2, 6–0-ra.
A US Openen a 32. kiemelt Amélie Mauresmótól kapott ki a második körben. Ezután Tokióban egészen a negyeddöntőig menetelt, ahol a 4. kiemelt és későbbi győztes Gyinara Szafinától szenvedett vereséget. Egy héttel később, Szöulban Fudzsivara Rikát, Anasztaszija Pivovarovát és Yanina Wickmayert is kiejtette a versenyből, hogy az elődöntőig jusson el, ahol viszont az 1. kiemelt Marija Kirilenkótól kapott ki döntőszett 6–4-re. A következő héten ismét nagyot menetelt egy másik tokiói tornán. Legyőzte Lucie Šafářovát három szettben, majd Yanina Wickmayert is ismét megverte a második körben. A negyeddöntőben Anasztaszija Pavljucsenkovát búcsúztatta 7–6(4), 7–6(1)-el, és az elődöntőben is felül tudta múlni a 8. helyen rangsorolt Aleksandra Wozniakot 6–4, 6–4-gyel. A második döntőjét sem tudta megnyerni, ezúttal Caroline Wozniacki, a torna 1. kiemeltje verte őt meg a fináléban 6–2, 3–6, 6–1-re.
Az utolsó tornáján Linzben a második körben kényszerült búcsúzni, a 3. kiemelt Agnieszka Radwańska elleni vesztes meccset követően.
Kanepi a szezon végén nyújtott kiváló szereplésének köszönhetően az évet a 27. helyen zárta.

### 2009
Az évet Brisbanben kezdte, ám az első fordulóban búcsúzott a tornától. Sydneyben a második körben esett ki, az 5. kiemelt Szvetlana Kuznyecovától kapott ki döntőszett 7–6(3)-ra. Az Ausztrál Openen 25. kiemeltként indult, és legyőzte Krumm Date Kimikót 6–4, 4–6, 8–6-ra, majd a második kanyarban Patricia Mayrt is búcsúztatta a versenytől. A harmadik körben viszont kikapott a 3. helyen rangsorolt, későbbi döntős Gyinara Szafinától 6–2, 6–2-re.
Dubajban 16. kiemelt volt, és ennek megfelelően az első körben 2–6, 6–2, 6–0-ra verte Tamira Paszeket. A második fordulóban kiejtette Szánija Mirzát a versenyből. A harmadik körben nagy meglepetésre 6–2, 7–5-re megverte a 3. kiemelt, korábbi világelső Jelena Jankovićot, majd a negyeddöntőben ismét két szettben lépett tovább Jelena Vesznyinán. Az elődöntőt viszont elbukta Virginie Razzanóval szemben, 6–1, 6–2-re. Pár héttel később, Indian Wellsben visszavágott Razzanónak a második körben, igaz Razzano a találkozót 7–6(2), 1–0-nál feladta. A le nem játszott mérkőzés után Kanepi a 9. kiemelt Caroline Wozniackitól kapott ki 6–3, 3–6, 6–3-ra. Miamiban is erőnyerőként indult (akárcsak Indian Wellsben) az első fordulóban. A másodikban legyőzte María José Martínez Sánchezt döntőszett 7–5-re, majd a következő kanyarban kikapott Agnieszka Radwańskától, a torna 10. kiemeltjétől 6–4, 6–3-ra.
Harmadik kiemeltként, de szabadkártyával indult Marbellán, ahol a negyeddöntőben kapott ki a 7. kiemelt Sorana Cîrsteától 6–4, 2–6, 7–5-re. Barcelonában 4. kiemelt volt, de az első körben búcsúzott; a szerencsés vesztes Maša Zec Peškirič verte őt meg 3–6, 6–2, 6–4-re. Rómában is kiemelt volt (16.), így az első két körben nem kellett kiemelttel játszania, Vania Kinget és Sybille Bammert viszont simán verte a torna elején. A harmadik körben viszont nagy meglepetésre nem Serena Williams ellen játszott, hanem az őt búcsúztató Patty Schnyderrel, akit 6–3, 6–0-al búcsúztatott. A negyeddöntőben viszont a 6. helyen rangsorolt Viktorija Azaranka két szettben ejtette ki Kanepit. Madridban is 16. kiemelt volt, de az első körön se jutott tovább, ugyanis az első meccsét Lucie Šafářová ellen feladta.
A francia nyílt teniszbajnokságon a nála 80 hellyel hátrébb lévő Jaroszlava Svedovától kapott ki az első körben. Formája kitartott Wimbledonig is, ahol szintén az első fordulóban búcsúzott, ezúttal Carla Suárez Navarro verte őt meg. Innentől kezdve egészen az év végéig nem tudott meccset nyerni, és egy nagyon rossz félévet produkált. Többek között a US Openen az akkori világranglista 212. helyezett Csang Kaj-csentől kapott ki döntőszett 6–2-re.
Év végén egy ITF versenyen tudott meccset nyerni Juliana Fedak ellen.
A több mint féléves nyeretlenségi sorozat azt eredményezte Kanepi számára, hogy a világranglistán visszaesett egészen a 61. helyre.

### 2010
Az évet biztatóan kezdte, miután az előző szezont egy féléves nyeretlenségi sorozattal hagyta abba. Az első meccsét megnyerte Li Nával szemben Aucklandban, ahol a kínai 2. kiemelt volt. A második körben viszont kikapott Marija Kirilenkótól 6–2, 6–3-ra. Hobartban az első fordulóban kapott ki a 7. helyen ragsorolt Cseng Csiétől  4–6, 6–3, 7–6(4)-re. Az év első Grand Slamjén, Melbourne-ben 7–6(4), 6–2-re legyőzte Csan Jung-zsant, de kikapott a 19. kiemelt Nagyja Petrovától 6–4, 6–4-re.
Memphisben megverte Arantxa Rust 6–0, 6–4-re és Nicole Vaidišovát 4–6, 6–1, 6–3-ra, de a negyeddöntőben kikapott az 5. kiemelt Petra Kvitovától döntőszett 7–6(0)-ra. Acapulcoban az 1. kiemelt és későbbi győztes Venus Williamstől kapott ki a második körben 6–4, 6–4-re. Monterreyben is a második kanyarban kapott ki, de ezúttal a 2. kiemelt Daniela Hantuchovától, aki később a döntőt játszotta. A két kötelező Premier tornán nem szerepelt jól, Indian Wellsben Sorana Cîrsteától, Miamiban Lucie Šafářovától kapott ki az első körben. Ennek a hanyatló formának az lett a következménye, hogy kiesett a top 100-ból, sőt 140. is volt május közepén.
Két ITF-tornagyőzelemmel melegített a Roland Garrosra, ahol selejtezőt is kellett játszania, mivel a ranglistája olyan alacsony volt. A selejtezős meccseket megnyerte és felkerült a főtáblára. A főtáblán az első fordulóban megverte Pauline Parmentiert, aki hazai pályán játszott. A második körben viszont kikapott a 4. kiemelt Jelena Jankovićtól 6–2, 3–6, 6–4-re. Birminghamben a selejtezőkből fölkerülve a negyeddöntőig jutott el, ahol az 1. helyen rangsorolt Na Litől kapott ki 6–4, 6–2-re. Ennek a két tornának köszönhetően Kanepi visszajött a top 80-ba, de Wimbledonban is selejtezőt kellett játszania. A selejtezős mezőnyt magabiztosan verte és felkerült a főtáblára, ahol rögtön meglepetést okozott, a 6. kiemelt Samantha Stosurt verte meg az első fordulóban. A második körben 6–4, 7–5-re verte Gallovits-Hall Edinát, és a harmadik fordulóban is nyerni tudott a 31. kiemelt Alexandra Dulgheru felett. A negyedik kanyarban a cseh Klára Zakopalovát verte meg 6–2, 6–4-re, majd jött a Petra Kvitová elleni negyeddöntő, ahol végül alulmaradt, egy szoros és izgalmas meccsen, amely 4–6, 7–6(8), 8–6-os végeredménnyel zárult.
Ez az eredmény Kanepit visszahozta a top 40-be is. Július közepén, Palermóban 5. kiemelt volt. Az első fordulóban megverte Rossana de los Ríost 7–5, 6–4-re, majd a másodikban búcsúztatta Ioana Raluca Olarut. A negyeddöntőben a 3. kiemelt hazai játékost, Sara Erranit verte meg 6–2, 6–2-re, majd az elődöntőben még egy olasz játékos, Romina Oprandit győzte le, hogy életében harmadszor is WTA-döntőbe jusson. A döntőt a legesélyesebb játékossal, az 1. kiemelt Flavia Pennettával játszotta, aki 6–4, 6–3-as arányban megvert, és így megszerezte első WTA-trófeáját, és így ő lett az első észt teniszezőnő, aki WTA-tornán veretlen tudott maradni.
A US Openre felvezető kemény-pályás tornákon nem remekelt, legjobb szereplése egy harmadik forduló volt Montreálban, ahol az 5. kiemelt Kim Clijsterstől kapott ki. Az év utolsó Grand Slamjén 31. kiemelt volt. Az első fordulóban legyőzte Alizé Cornet-t 3–6, 6–1, 6–0-ra. A második kanyarban felülmúlta Akgul Amanmuradovát, akit 6–2, 6–4-es arányban búcsúztatott a tornától. A harmadik fordulóban a 4. kiemelt Jelena Jankovićot verte meg, majd a negyedik körben a 15. Yanina Wickmayernél is jobbnak bizonyult. A menetelés (akárcsak Wimbledonban) a negyeddöntőben ért véget, ahol Vera Zvonarjova, a 7. kiemelt, és későbbi döntős verte meg Kanepit 6–3, 7–5-re. Tokióban is a negyeddöntőig jutott el, ahol az 5. kiemelt Francesca Schiavone állította őt meg. Az évet Pekingben zárta, ahol megverte a 16. kiemelt Anasztaszija Pavljucsenkovát 7–5, 6–1-re, majd kikapott Petra Kvitovától 7–5, 6–7(6), 6–2-re.
Az évet a sikeres második felének köszönhetően Kanepi a 22. helyen zárta.

### 2011
Sydney-ben kezdte az évet, ahol rögtön az első körben kapott ki Bojana Jovanovskitól 6–4, 6–4-re. Az Ausztrál Open első fordulójában legyőzte Magdaléna Rybárikovát 2–6, 6–4, 6–3-ra, de a második körben kikapott Julia Görgestől 6–4, 3–6, 6–4-re, így 20. kiemeltként a második fordulóban búcsúzott. Párizsban, pár héttel a Grand Slam-torna után elődöntőt játszott. A tornán megverte a 8. kiemelt Dominika Cibulkovát, mielőtt kikapott volna az 1. Kim Clijsterstől.
Dubaiban 12. kiemelt volt. Az első körben Vera Dusevinát győzte le 6–1, 6–2-re, a másodikban pedig Andrea Petkovićnál bizonyult jobbnak, ugyanis a meccset 6–3, 3–6, 6–3-ra megnyerte. A harmadik körben kapott ki Jelena Jankovićtól 6–2, 3–6, 5–7-re. Mivel Indian Wellsben 14. kiemelt volt, így az első körben nem kellett játszania. A második kanyarban legyőzte Gisela Dulkót 3–6, 6–2, 6–2-vel, de a harmadik körben kikapott Yanina Wickmayertől, a torna 23. kiemeltjétől 3–6, 6–4, 6–1-re. Miamiban nem jutott el még a harmadik körig sem, az erőnyerő első forduló után kikapott Virginie Razzanótól a másodikban. A következő három tornáján (Madrid, Róma és Brüsszel) is egyaránt az első fordulóban, idő előtt esett ki.
Az év második Grand Slam-tornájára összekapta magát. Az első fordulóban legyőzte Sofia Arvidssont 7–5, 6–1-re, a másodikban pedig Heather Watsont múlta felül Kanepi. A harmadik kör viszont az utolsó meccset jelentette, ugyanis kikapott Jekatyerina Makarovától 6–4, 7–5-re. Birminghamben nagy meglepetést okozott mindenki számára, ugyanis 1. kiemeltként az akkori világranglista 233. Arina Rogyionovától kapott ki 6–4, 6–2-re.
Egy héttel később is az első fordulóban esett ki Eastbourne-ben, de ezúttal Francesca Schiavonétól kapott ki. Wimbledonban is az első körben búcsúzott (pedig 17. kiemelt volt) Sara Errani ellen.
Az augusztus 29-én kezdődő US Openig sehol sem játszott. Itt a második körben kapott ki Silvia Soler-Espinosától. Tokióban már az első meccsen meglepetést okozott, a 15. kiemelt Flavia Pennettát verte meg 3–6, 6–4, 6–4-re. A második körben Coco Vandeweghe-t búcsúztatta a tornától 6–2, 6–2-vel. A harmadik fordulóban szintén nagy meglepetést okozott, a címvédő és 1. kiemelt Caroline Wozniackit verte meg 7–5, 1–6, 6–4-re, de a negyeddöntőben kikapott a későbbi győztes 9. kiemelt Agnieszka Radwańskától 6–2, 7–6(7)-re.
Pekingben Cseng Szaj-szaj búcsúztatása után, a második körben Sabine Lisicki gyomorrontás miatt feladta ellene a meccset. A harmadik fordulóban ismét Wozniackival játszott, ám ezúttal elbukta a meccset 6–3, 7–6(3)-as arányban. Az év utolsó tornáján, Moszkvában visszavágott Sara Erraninak az első fordulóban. A második körben a 4 kiemelt Francesca Schiavonét búcsúztatta, majd a negyeddöntőben a 6. kiemelt, hazai pályán játszó Szvetlana Kuznyecovát is megverte rendkívül simán, 6–1, 6–2-re. Az elődöntőben a kiemelés nélküli Lucie Šafářovát győzte le, hogy életében negyedszer játszhasson WTA-döntőt. A döntőben viszont kikapott Dominika Cibulkovától (aki itt szerezte meg élete első győzelmét) 3–6, 7–6(1), 7–5-re.

### 2012
Kanepi számára az év a lehető legjobban kezdődött. Brisbane-ben az első fordulóban legyőzte a selejtezős Alekszandra Panovát 7–5, 3–6, 6–2-re, a második körben pedig a 7. kiemelt Anasztaszija Pavljucsenkovát búcsúztatta 6–0, 6–3-mal. A negyeddöntőben az előző évben döntős, 2. helyen kiemelt Andrea Petkovićot múlta felül 6–1, 7–6(7)-ra, majd az elődöntőben a torna 3. ragsoroltját, Francesca Schiavonét győzte le 6–3, 6–0-ra. A döntőben fölényes, 6–2, 6–1-es győzelmet aratott Daniela Hantuchová felett, így megszerezte második WTA-tornagyőzelmét.
Kanepi az Australian Openen 25. kiemelt volt. Az első körben magabiztosan verte Johanna Larssont, a második körben viszont 6–2, 7–5-re kikapott Jekatyerina Makarovától, így elbúcsúzott a tornától. Párizsban elindult volna, de a torna előtt vissza kellett lépnie váll- és nyaksérülése miatt.
Sérülései miatt több mint egy hónapot kellett kihagynia, és legelőször csak Indian Wellsben játszhatott. 29. kiemeltként erőnyerő volt az első fordulóban, a másodikban viszont kikapott Chanelle Scheeperstől 6–3, 6–2-re. Miamiban 31. kiemelt volt, szintén erőnyerő az első fordulóban, és szintén a másodikban búcsúzott, ezúttal Silvia Soler Espinosa verte őt meg 7–5, 6–3-ra. Koppenhágában 5. kiemelt volt. Az első fordulóban legyőzte Anastasia Rodionovát 6–3, 6–4-re, majd Babos Tímeát is búcsúztatta 7–5, 4–6, 7–6(2)-os arányban. A harmadik kör volt a végállomás, a 3. helyen rangsorolt Jelena Janković 4–6, 6–1, 6–3-mal búcsúztatta az észt játékost. Estorilban egészen a döntőig menetelt, amelyet meg is nyert. Kanepi számára ez volt a harmadik tornagyőzelem, a fináléban Carla Suárez Navarrót múlta felül 3–6, 7–6(6), 6–4-gyel, úgy, hogy a spanyol játékosnak két meccslabdája is volt. Madridban az első körben szállt ki a versenyből, Lucie Šafářová búcsúztatta őt. Brüsszelben egészen az elődöntőig jutott el, de az első kiemelt Agnieszka Radwańskától szenvedett 7–6(8), 6–3-as vereséget. A Roland Garroson először legyőzte Alekszandra Panovát 6–3, 6–3-ra, majd búcsúztatta Irina-Camelia Begut is. A harmadik körben a 9. kiemelt Caroline Wozniackit ejtette ki 6–1, 6–7(3), 6–3-mal. A meccs ennél sokkal nehezebb kihívás volt Kanepi számára, ugyanis a második szettben 5–1-es előnye volt, amit nem tudott kihasználni, és tie-breakban elvesztette a játszmát. A harmadikban is voltat meccslabdái, amelyeket nem tudott kihasználni, de végül meg tudta nyerni a szettet. A meccs 2 óra 58 percig tartott. A következő meccsen Arantxa Rus volt az ellenfele, akit 6–1, 4–6, 6–0-ra vert meg. A negyeddöntőt másodszor érte el, de ezúttal sem tudott túljutni rajta, a 2. kiemelt Marija Sarapova, a később bajnok verte meg Kanepit 6–2, 6–3-ra.

## Junior Grand Slam döntő

### Lány egyéni
| Eredmény | Év   | Verseny       | Borítás | Ellenfél             | Eredmény      |
| -------- | ---- | ------------- | ------- | -------------------- | ------------- |
| Döntős   | 2001 | Roland Garros | Salak   | Szvetlana Kuznyecova | 6–3, 5–7, 3–6 |

## WTA-döntői

### Egyéni

#### Győzelmei (4)
| Összesítés           |                        |                               |
| Grand Slam-torna (0) |                        |                               |
| Tier I (0)           | Premier Mandatory* (0) | WTA 1000 (kötelező)** (0)     |
| Tier II (0)          | Premier Five* (0)      | WTA 1000 (nem kötelező)** (0) |
| Tier III (0)         | Premier* (2)           | WTA 500** (0)                 |
| Tier IV (0)          | International* (2)     | WTA 250** (0)                 |
| Tier V (0)           | Challenger* (0)        |                               |

- * 2009-től megváltozott a tornák rendszere. Az egymás mellett azonos színnel jelölt tornatípusok között nincs teljes mértékű megfelelés.
- **2021-től megváltozott a tornák kategóriáinak elnevezése.

|    | Dátum            | Torna                                        | Borítás | Ellenfél a döntőben  | Döntő eredménye  | Döntő eredménye |
| 1. | 2010. július 18. | Internazionali Femminili di Palermo, Palermo | Salak   | Flavia Pennetta      | 6–4, 6–3         |                 |
| 2. | 2012. január 7.  | Brisbane International, Brisbane             | Kemény  | Daniela Hantuchová   | 6–2, 6–1         |                 |
| 3. | 2012. május 5.   | Estoril Open, Estoril                        | Salak   | Carla Suárez Navarro | 3–6, 7–6(6), 6–4 | (részletek)     |
| 4. | 2013. május 25.  | Brussels Open, Brüsszel                      | Salak   | Peng Suaj            | 6–2, 7–5         |                 |

#### Elveszített döntői (6)
|    | Dátum                | Torna                                  | Borítás    | Ellenfél a döntőben  | Döntő eredménye  | Döntő eredménye |
| 1. | 2006. november 5.    | Gaz de France Stars, Hasselt           | Kemény (f) | Kim Clijsters        | 4–6, 6–3, 3–6    |                 |
| 2. | 2008. október 5.     | Japan Open Tennis Championships, Tokió | Kemény     | Caroline Wozniacki   | 2–6, 6–3, 1–6    |                 |
| 3. | 2011. október 23.    | Kremlin Cup, Moszkva                   | Kemény (f) | Dominika Cibulková   | 6–3, 6–7(1), 5–7 |                 |
| 4. | 2012. szeptember 23. | KDB Korea Open, Szöul                  | Kemény     | Caroline Wozniacki   | 1–6, 0–6         | (részletek)     |
| 5. | 2021. február 7.     | Gippsland Trophy, Melbourne            | Kemény     | Elise Mertens        | 4–6, 1–6         |                 |
| 6. | 2022. augusztus 7.   | Washington Open, Washington            | Kemény     | Ljudmila Szamszonova | 6–4, 3–6, 3–6    |                 |

### Páros
| Összesítés            |                              |
| Grand Slam-torna (0)  |                              |
| Premier Mandatory (0) | WTA 1000 (kötelező)* (0)     |
| Premier Five (0)      | WTA 1000 (nem kötelező)* (0) |
| Premier (0)           | WTA 500* (0)                 |
| International (0)     | WTA 250* (0)                 |

*2021-től megváltozott a tornák kategóriáinak elnevezése.

#### Elvesztett döntői (1)
|    | Dátum             | Torna                   | Borítás    | Partner         | Ellenfél a döntőben         | Eredmény a döntőben | Eredmény a döntőben |
| 1. | 2012. április 15. | e-Boks Open, Koppenhága | Kemény (f) | Sofia Arvidsson | Date Kimiko Fudzsivara Rika | 2–6, 6–4, [5–10]    | (részletek)         |

## ITF döntői

### Egyéni

#### Győzelmei (21)
| Díjazás                |
| ---------------------- |
| $100,000 verseny       |
| $75,000/80,000 verseny |
| $50,000/60,000 verseny |
| $25,000 verseny        |
| $15,000 verseny        |
| $10,000 verseny        |

| No. | Dátum                | Verseny                              | Borítás    | Ellenfél                    | Eredmény                 |
| --- | -------------------- | ------------------------------------ | ---------- | --------------------------- | ------------------------ |
| 1.  | 2000. június 25.     | Tallinn                              | Salak      | Margit Rüütel               | 6–1, 6–2                 |
| 2.  | 2001. június 17.     | Tallinn                              | Salak      | Ľubomíra Kurhajcová         | 7–6(4), 6–3              |
| 3.  | 2003. június 8.      | Galatina                             | Salak      | María José Martínez Sánchez | 6–3, 6–3                 |
| 4.  | 2003. szeptember 13. | Torino                               | Salak      | Mervana Jugić-Salkić        | 6–3, 6–3                 |
| 5.  | 2004. február 16.    | Sunderland                           | Kemény (f) | Anna Csakvetadze            | 7–6(5), 6–0              |
| 6.  | 2005. júéius 4.      | Fanø                                 | Salak      | Czink Melinda               | 3–6, 6–1, 7–5            |
| 7.  | 2010. május 2.       | Cagnes-sur-Mer                       | Salak      | Maša Zec Peškirič           | 6–3, 6–2                 |
| 8.  | 2010. május 16.      | Saint-Gaudens                        | Salak      | Csang Suaj                  | 6–2, 7–5                 |
| 9.  | 2014. július 12.     | Biarritz                             | Salak      | Teliana Pereira             | 6–2, 6–4                 |
| 10. | 2015. december 19.   | Bangkok                              | Kemény     | Patty Schnyder              | 6–3, 6–3                 |
| 11. | 2017. június 11.     | Essen                                | Salak      | Patty Schnyder              | 6–3, 6–7(5), 2–0 feladta |
| 12. | 2017. július 29.     | Pärnu, Észtország                    | Salak      | Polina Golubovszkaja        | 6–1, 6–0                 |
| 13. | 2017. november 5.    | Nantes, Franciaország                | Kemény (f) | Richèl Hogenkamp            | 6–3, 6–4                 |
| 14. | 2018. június 10.     | Brescia, Olaszország                 | Salak      | Martina Trevisan            | 6–4, 6–3                 |
| 15. | 2019. december       | Milovice, Csehország                 | Kemény (f) | Anasztaszija Kulikova       | 6–4, 6–3                 |
| 16. | 2020. október 18.    | Cherbourg-en-Cotentin, Franciaország | Kemény (f) | Harriet Dart                | 6–4, 6–4                 |
| 17. | 2020. október 31.    | Isztambul, Törökország               | Kemény (f) | Vera Zvonarjova             | 6–3, 6–3                 |
| 18. | 2020. november 22.   | Las Palmas, Spanyolország            | Salak      | Mayar Sherif                | 6–3, 6–2                 |
| 19. | 2021. augusztus 8.   | Pärnu, Észtország                    | Salak      | Anna Sisková                | 7–5, 6–4                 |
| 20. | 2021. szeptember 26. | Fort Worth, Egyesült Államok         | Kemény     | Kayla Day                   | 6–2, 6–1                 |
| 21. | 2023. július 16.     | Amstelveen, Hollandia                | Salak      | Lola Radivojević            | 6–2, 7–6(5)              |

#### Elveszített döntői (6)
| No. | Dátum              | Verseny        | Borítás    | Ellenfél           | Eredmény    |
| --- | ------------------ | -------------- | ---------- | ------------------ | ----------- |
| 1.  | 1999. július 14.   | Tallinn        | Salak      | Anna Zaporozsanova | 3–6, 3–6    |
| 2.  | 2001. július 22.   | Modena         | Salak      | Maja Matevžič      | 5–7, 6–7(5) |
| 3.  | 2001. július 29.   | Ettenheim      | Salak      | Maja Matevžič      | 2–6, 3–6    |
| 4.  | 2003. október 19.  | Joué-lès-Tours | Kemény (f) | Dally Randriantefy | 5–7, 4–6    |
| 5.  | 2005. december 17. | Dubaj          | Salak      | Marion Bartoli     | 2–6, 0–6    |
| 6.  | 2014. július 6.    | Contrexeville  | Salak      | Irina-Camelia Begu | 3–6, 4–6    |

### Páros: 3 (2–1)
| Eredmény | Gy–V | Dátum             | Torna                      | Borítás    | Partner         | Ellenfelek                           | Eredmény   |
| -------- | ---- | ----------------- | -------------------------- | ---------- | --------------- | ------------------------------------ | ---------- |
| Döntős   | 0–1  | 2000. június 25.  | Tallinn, Észtország        | Salak      | Scarlett Werner | Agata Kurowska Maria Wolfbrandt      | 6–7(5) 4–6 |
| Győztes  | 1–1  | 2003. október 12. | Jersey, Egyesült Királyság | Kemény (f) | Sofia Arvidsson | Yvonne Meusburger Hanna Nooni        | 6–3, 7–5   |
| Győztes  | 2–1  | 2007. július 13.  | Biella, Olaszország        | Salak      | Maret Ani       | Mervana Jugić-Salkić Renata Voráčová | 6–4, 6–1   |

## Eredményei Grand Slam-tornákon

### Egyéniben
| Grand Slam | Australian Open    | Australian Open      | Roland Garros  | Roland Garros        | Wimbledon      | Wimbledon            | US Open     | US Open               |
| Év         | Eredmény           | Utolsó ellenfél      | Eredmény       | Utolsó ellenfél      | Eredmény       | Utolsó ellenfél      | Eredmény    | Utolsó ellenfél       |
| 2006       | Selejtező (1. kör) | Taccjana Pucsak      | 2. kör         | Anabel M. Garrigues  | 1. kör         | Martina Müller       | 3. kör      | Virginie Razzano      |
| 2007       | 2. kör             | Alicia Molik         | 1. kör         | Sahar Peér           | 2. kör         | Sahar Peér           | 1. kör      | Szánija Mirza         |
| 2008       | 1. kör             | Alicia Molik         | Negyeddöntő    | Szvetlana Kuznyecova | 1. kör         | Serena Williams      | 2. kör      | Amélie Mauresmo       |
| 2009       | 3. kör             | Gyinara Szafina      | 1. kör         | Jaroszlava Svedova   | 1. kör         | Carla Suárez Navarro | 1. kör      | Csang Kaj-csen        |
| 2010       | 2. kör             | Nagyja Petrova       | 2. kör         | Jelena Janković      | Negyeddöntő    | Petra Kvitová        | Negyeddöntő | Vera Zvonarjova       |
| 2011       | 2. kör             | Julia Görges         | 3. kör         | Jekatyerina Makarova | 1. kör         | Sara Errani          | 2. kör      | Silvia Soler Espinosa |
| 2012       | 2. kör             | Jekatyerina Makarova | Negyeddöntő    | Marija Sarapova      | –              | –                    | –           | –                     |
| 2013       | –                  | –                    | 2. kör         | Stefanie Vögele      | Negyeddöntő    | Sabine Lisicki       | 3. kör      | Angelique Kerber      |
| 2014       | 1. kör             | Garbiñe Muguruza     | 1. kör         | Monica Niculescu     | 2. kör         | J Svedova            | 4. kör      | Serena Williams       |
| 2015       | 1. kör             | Irina Falconi        | 1. kör         | Marija Sarapova      | 1. kör         | Hszie Su-vej         | 2. kör      | Elina Szvitolina      |
| 2016       | –                  | –                    | Selejtező (Q2) | Selejtező (Q2)       | –              | –                    | –           | –                     |
| 2017       | –                  | –                    | –              | –                    | Selejtező (Q2) | Selejtező (Q2)       | Negyeddöntő | Madison Keys          |
| 2018       | 3. kör             | C Suárez Navarro     | 1. kör         | Darja Kaszatkina     | 1. kör         | S Sorribes Tormo     | 4. kör      | Serena Williams       |
| 2019       | 1. kör             | Simona Halep         | 4. kör         | Petra Martić         | 2. kör         | Belinda Bencic       | 2. kör      | Donna Vekić           |
| 2020       | 1. kör             | Barbora Krejčíková   | 2. kör         | Elise Mertens        | elmaradt       | elmaradt             | 2. kör      | Unsz Dzsábir          |
| 2021       | 3. kör             | Donna Vekić          | 1. kör         | Markéta Vondroušová  | 1. kör         | L Szamszonova        | 2. kör      | Leylah Fernandez      |
| 2022       | Negyeddöntő        | Iga Świątek          | 3. kör         | Cori Gauff           | 1. kör         | Diane Parry          | 2. kör      | Arina Szabalenka      |
| 2023       | 1. kör             | Kimberly Birrell     | 1. kör         | Madison Keys         | 1. kör         | V Kugyermetova       | 2. kör      | Cseng Csin-ven        |
| 2024       | Selejtező (Q1)     | Selejtező (Q1)       | Selejtező (Q1) | Selejtező (Q1)       |                |                      |             |                       |

## Év végi világranglista-helyezései
| Év     | 2001 | 2002 | 2003 | 2004 | 2005 | 2006 | 2007 | 2008 | 2009 | 2010 | 2011 | 2012 | 2013 | 2014 | 2015 | 2016 | 2017 | 2018 | 2019 | 2020 | 2021  | 2022 | 2023  |
| Egyéni | 203. | 283. | 167. | 226. | 120. | 64.  | 75.  | 27.  | 61.  | 22.  | 34.  | 19.  | 30.  | 52.  | 126. | 301. | 107. | 58.  | 101. | 101. | 72.   | 30.  | 168.  |
| Páros  | –    | 546. | 363. | –    | 501. | 890. | 330. | 244. | 156. | 285. | 150. | 119. | –    | 167. | –    | –    | –    | 324. | –    | –    | 1384. | 519. | 1284. |